# Cleopatra (chi ốc nước ngọt)
Cleopatra là một chi Ốc nước ngọt với một nắp, nằm ở Lớp Chân bụng thuộc Động vật thân mềm trong Họ (sinh học) Paludomidae với phân họ Cleopatrinae

## Các loài
Chi Cleopatra gồm các loài:
- Cleopatra africana
- Cleopatra bulimoides
- Cleopatra cridlandi
- Cleopatra exarata
- Cleopatra ferruginea
- Cleopatra grandidieri
- Cleopatra guillemei

## Sinh thái học
Loài này sống ở những suối nước chảy châm. Ký sinh của Cleopatra gồm:
- Dùng như là host trung gian của Prohemistomum vivax.

## Hình ảnh

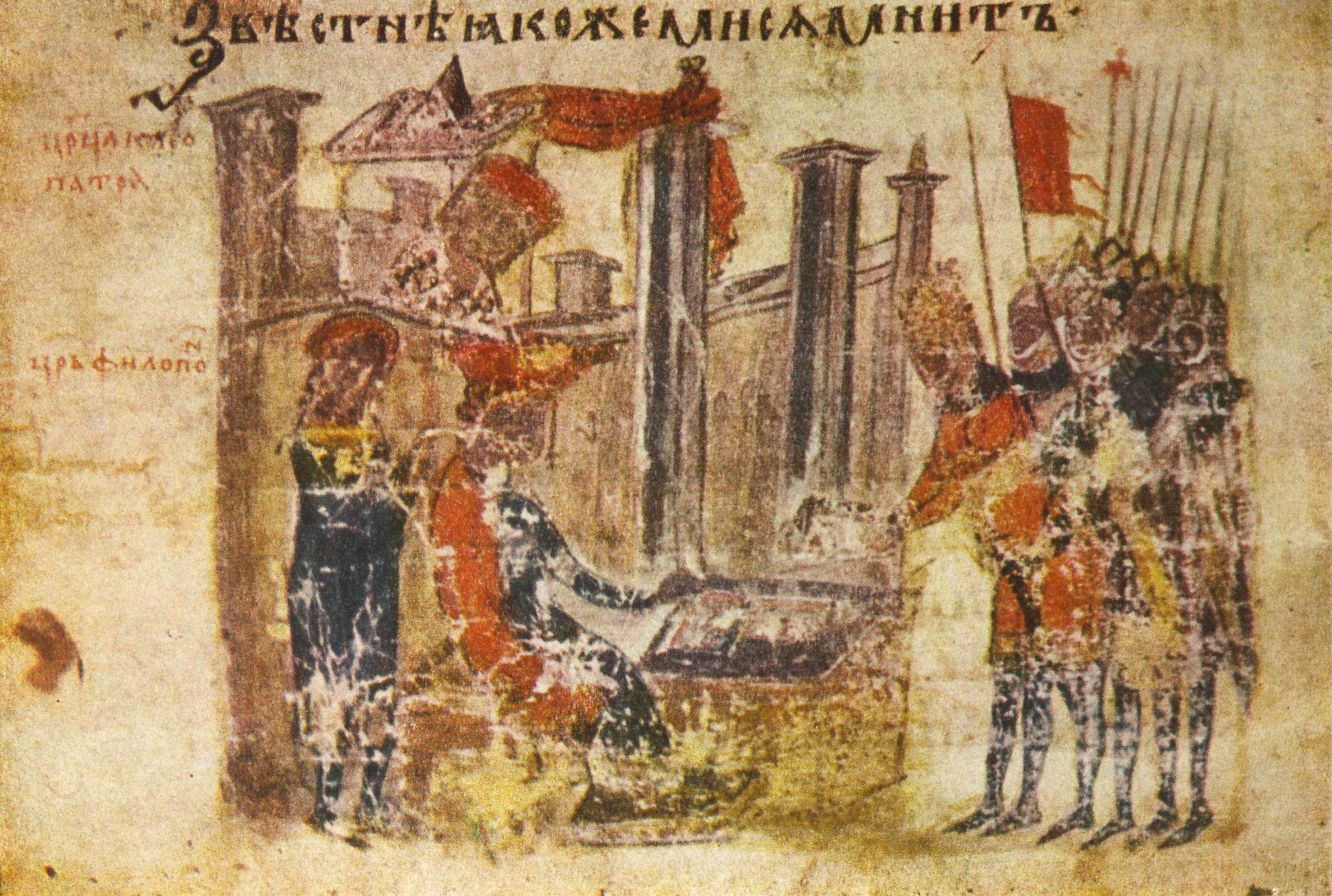
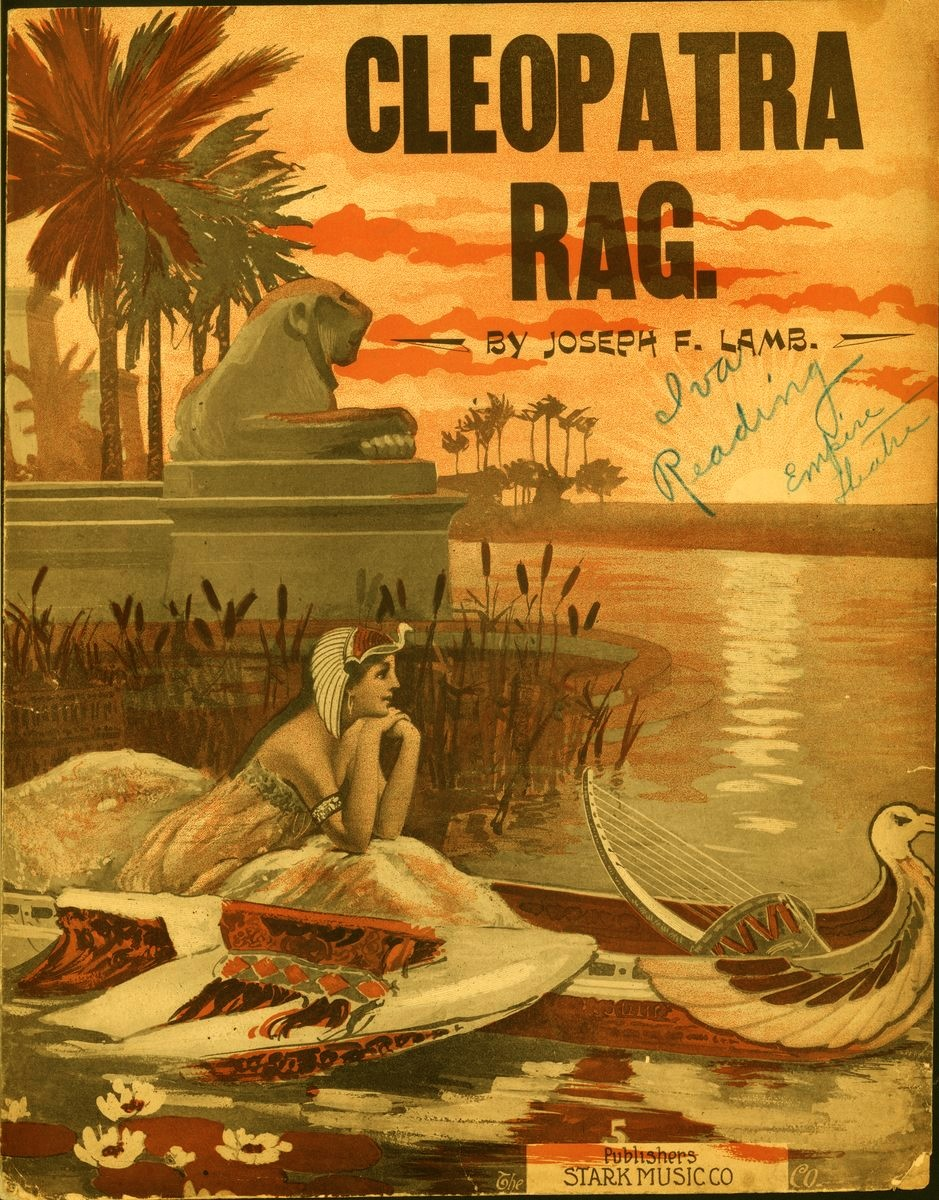
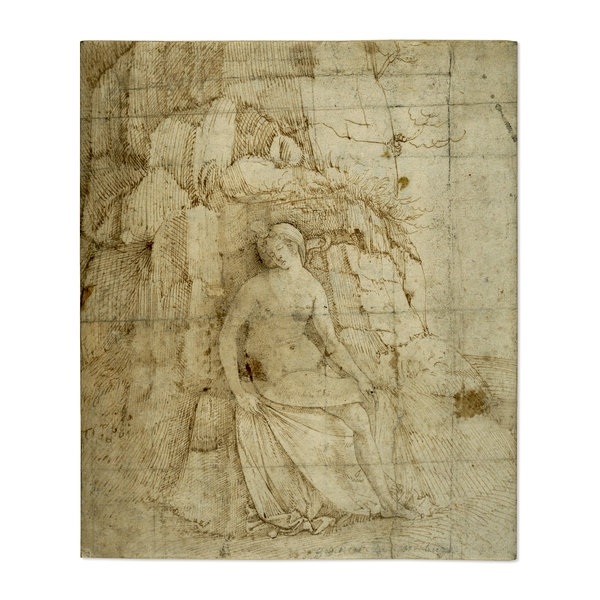
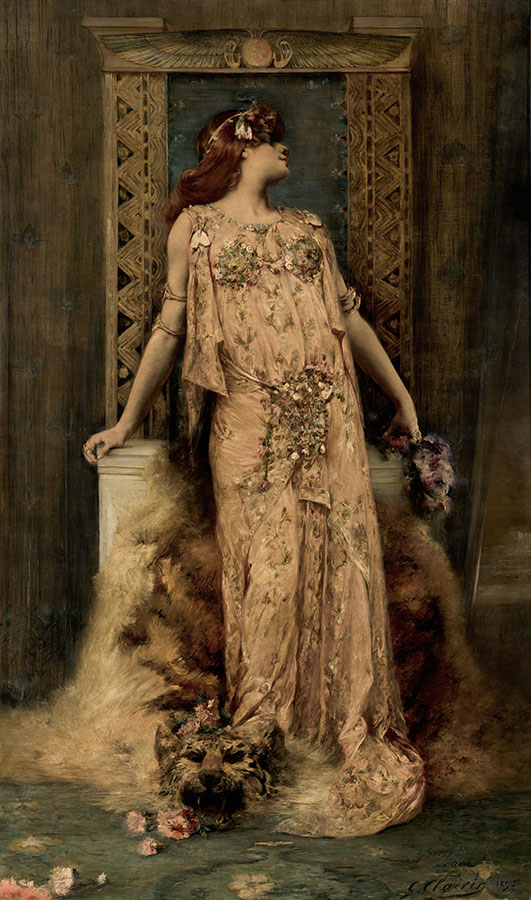